# Centrozaur
Centrozaur (Centrosaurus) – rodzaj dinozaura z grupy ceratopsów.

## Etymologia
Centrosaurus: gr. κεντρον kentron „ostry koniec, kolec”; σαυρος sauros „jaszczurka”.

## Opis
Centrozaur miał około 5–6 m długości i ważył około 3,5 t. Posiadał krótkie, krępe kończyny. Na środku czaszki charakterystyczny dla niego pojedynczy róg. Dodatkowo czaszka była zwieńczona mniejszymi rogami ponad oczodołami oraz wzdłuż jej zewnętrznej krawędzi.

## Występowanie
Centrozaur żył pod koniec kredy przed około 83 - 70 milionami lat, na obszarze Ameryki Północnej. Jego szczątki znaleziono w USA i Kanadzie.

## Paleobiologia
Centrozaur, jak inne ceratopsy, żywił się dostępnymi w tamtych czasach roślinami, takimi jak paprocie i rośliny szypułkowe.
Centrozaur prowadził stadny tryb życia. Mógł żyć w grupach, liczących nawet setki osobników.

## Historia odkryć
Pierwsze szczątki centrozaura zostały opisane w 1904 przez Lawrence'a Lambe'a. W roku 2010, w znanej od lat 90. XX wieku brekcji kostnej występującej koło kanadyjskiej miejscowości Hilda, w prowincji  Alberta, kanadyjscy paleontolodzy odnaleźli tysiące fragmentów kości Centrosaurus apertus.

## Gatunki
- C. apertus (Lambe, 1904)
- C. recurvicornis (Cope 1890)
- C. recurvicornis (Olshevsky 1978)
- C. brinkmani (Ryan & Russell, 2005)
- C. cutleri (Brown 1917)
- C. cutleri (Russell 1930)
- C. dawsoni (Brown 1914)
- C. flexus (Brown 1914)
- C. longirostris (Sternberg 1940)
- C. nasicornis (Brown 1917)
- C. nasicornis (Lull 1933)

## Galeria

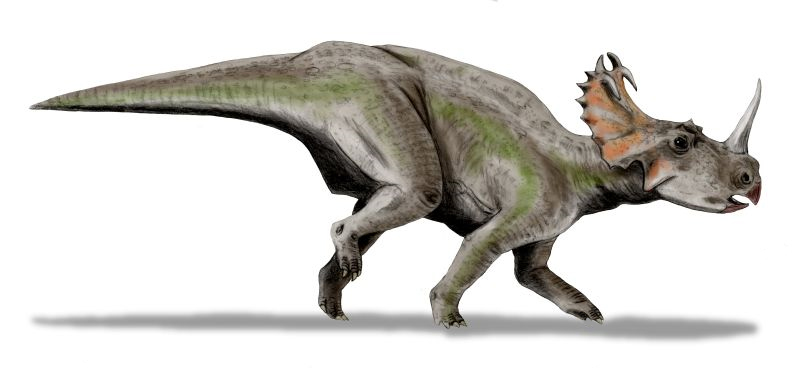
Rekonstrukcja wyglądu
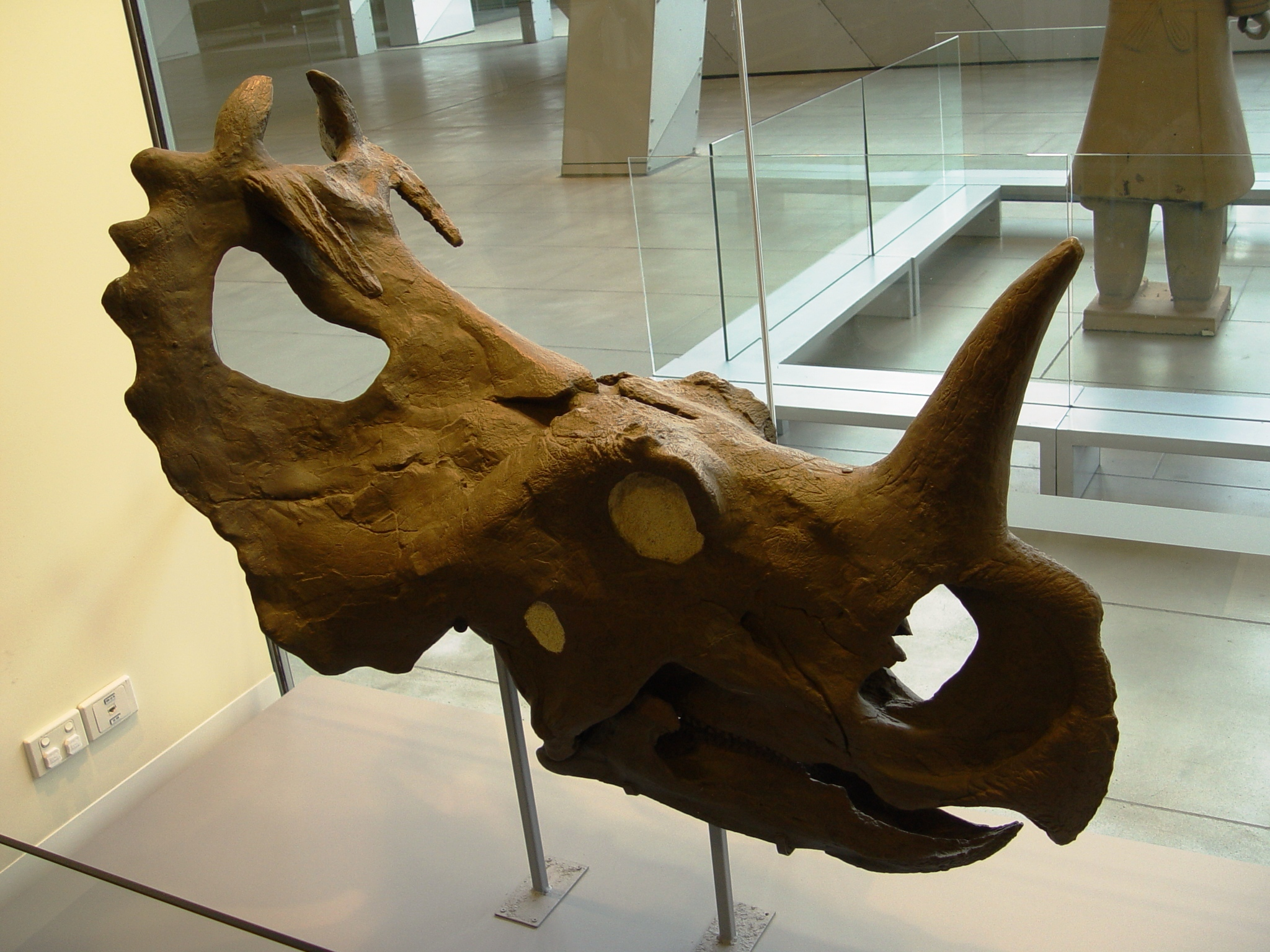
Czaszka centrozaura w muzeum Wiktorii w Melbourne
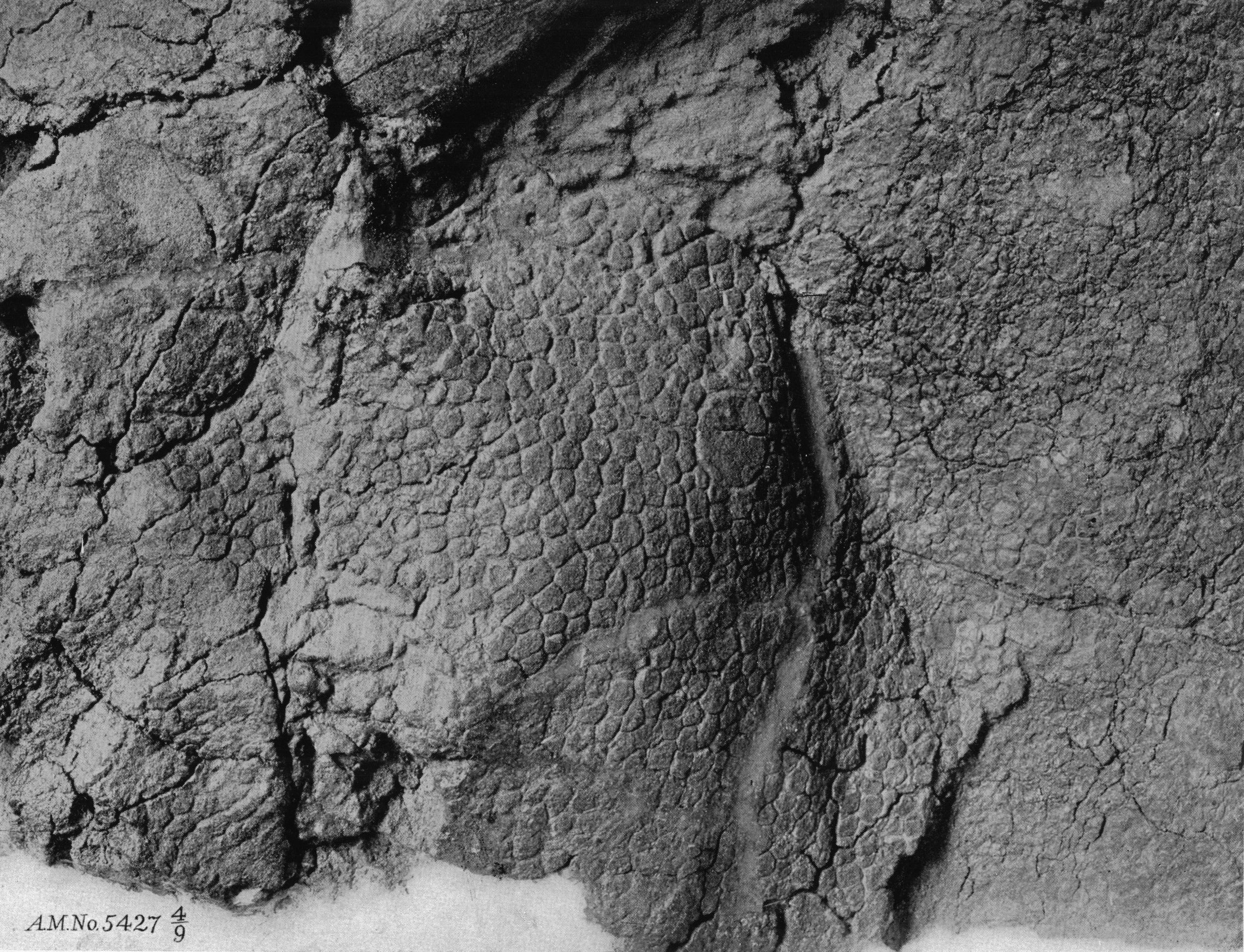
Odcisk skóry centozaura